# Jan Sztolcman
Jan Sztolcman (Jean Stanislaus Stolzmann) (28 de abril de 1854, 1928) foi um biólogo polonês.
Sztolcman nasceu em Varsóvia. Em 1875 ele viajou ao Peru onde realizou trabalhos científicos.
Ele faleceu em Varsóvia, cidade onde nasceu.